# Margareta Graf
Margareta Graf († 23. März 1617 in Hermetschwil) war eine Schweizer Benediktinerin und Klostervorsteherin.

## Leben
Margareta Graf war die Tochter des Hieronymus Graf aus Rapperswil und der Barbara Blarer von Wartensee. 1592 wurde sie Priorin des Klosters Hermetschwil in den Freien Ämtern an der Reuss. Damals war Meliora vom Grüth die Meisterin des Konvents. 1599 folgte Margareta Graf dieser als Meisterin nach (erst seit 1636 führten die Vorsteherinnen von Hermetschwil den Titel Äbtissin). Sie führte im Kloster eine Reform des Konventslebens durch und setzte in ihrer Amtszeit im Jahr 1603 die neuen, vom Abt des Klosters Muri vorgegebenen Statuten des Konvents von Hermetschwil um.

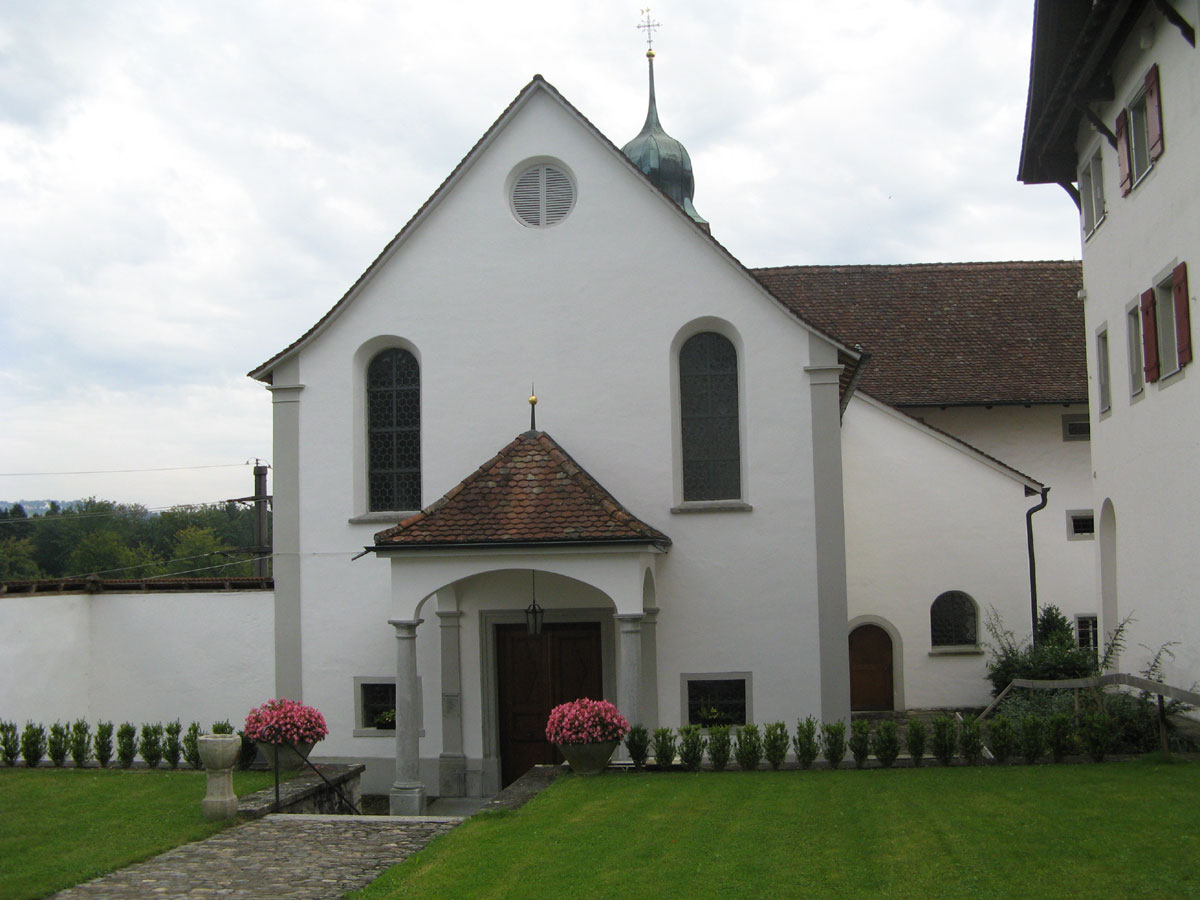
Fassade der Klosterkirche Hermetschwil

Unter ihrer Aufsicht wurde von 1603 bis 1605 die neue Klosterkirche von Hermetschwil gebaut.
1615 resignierte Margareta Graf aufgrund einer Erkrankung. Ihre Nachfolgerin als Meisterin war Maria Küng (1587–1644) aus Zug. Am 23. März 1617 starb Margareta Graf im Kloster.